# Au fond des bois
Pour plus de détails, voir Fiche technique et Distribution.
Au fond des bois est un film français de Benoît Jacquot, sorti le 13 octobre 2010.

## Synopsis
En 1865, un jeune homme vagabond, sale et démuni, arrive dans un village et demande l'hospitalité chez le médecin qui habite une grande maison isolée avec sa fille Joséphine. Pendant plusieurs jours il avait observé Joséphine en grimpant dans les arbres qui entourent la maison. Accueilli par le médecin, il partage leur repas et intrigue son hôte : il semble sourd et muet et possède des dons de prestidigitateur et de magnétiseur. Il exerce un fascination et une répulsion à la fois sur Joséphine. Le lendemain il est parti.
Mais alors que Joséphine se retrouve seule dans la maison, il revient et s'y introduit, il apparaît alors que l'homme n'est pas sourd et muet et parle un langage bizarre. Il exerce sur la jeune fille des passes hypnotiques qui la mettent sous son emprise. Finalement, il la viole sauvagement et s'enfuie, mais Joséphine le suit alors qu'elle n'y semble pas contrainte. Joséphine, et l'homme qui dit s'appeler Timothée, parcourent alors les bois, semblant n'avoir pas de but et vivant de chasse et de cueillette, évitant les contacts avec les gens qu'ils rencontrent. Une relation étrange et chaotique, faite de sexe et d'aventure s'établit entre les deux protagonistes.

## Fiche technique
- Titre : Au fond des bois
- Réalisation : Benoît Jacquot
- Scénario : Julien Boivent et Benoît Jacquot d'après les chroniques de Marcela Iacub
- Photographie : Julien Hirsch
- Costumes : Christian Gasc
- Musique : Bruno Coulais
- Direction artistique de la musique : Bruno Letort
- Montage : Luc Barnier
- SOFICA : Cofinova 6
- Pays de production :  France et  Allemagne
- Format : couleur
- Durée : 102 minutes
- Date de sortie : 13 octobre 2010

## Distribution
- Isild Le Besco : Joséphine
- Nahuel Pérez Biscayart : Timothée
- Jérôme Kircher : le capitaine Langlois
- Bernard Rouquette : le Dr Hughes
- Mathieu Simonet : Paul
- Jean-Pierre Gos : le Dr Corvot
- Luc Palun : Coudroyer
- Jean-Claude Bolle-Reddat : Le procureur
- Jean-Marc Stehlé : le forgeron
- Yvette Peyremorte : la femme Coudroyer
- Adrien Kauffmann : Cyprien
- Valérie Soyez : Marie - la voisine Coudroyer
- Tiphaine Benoit : Doris - la fille de Marie
- Madeleine Celis : Françoise
- Philippe Dofny : Le pré

## Tournage

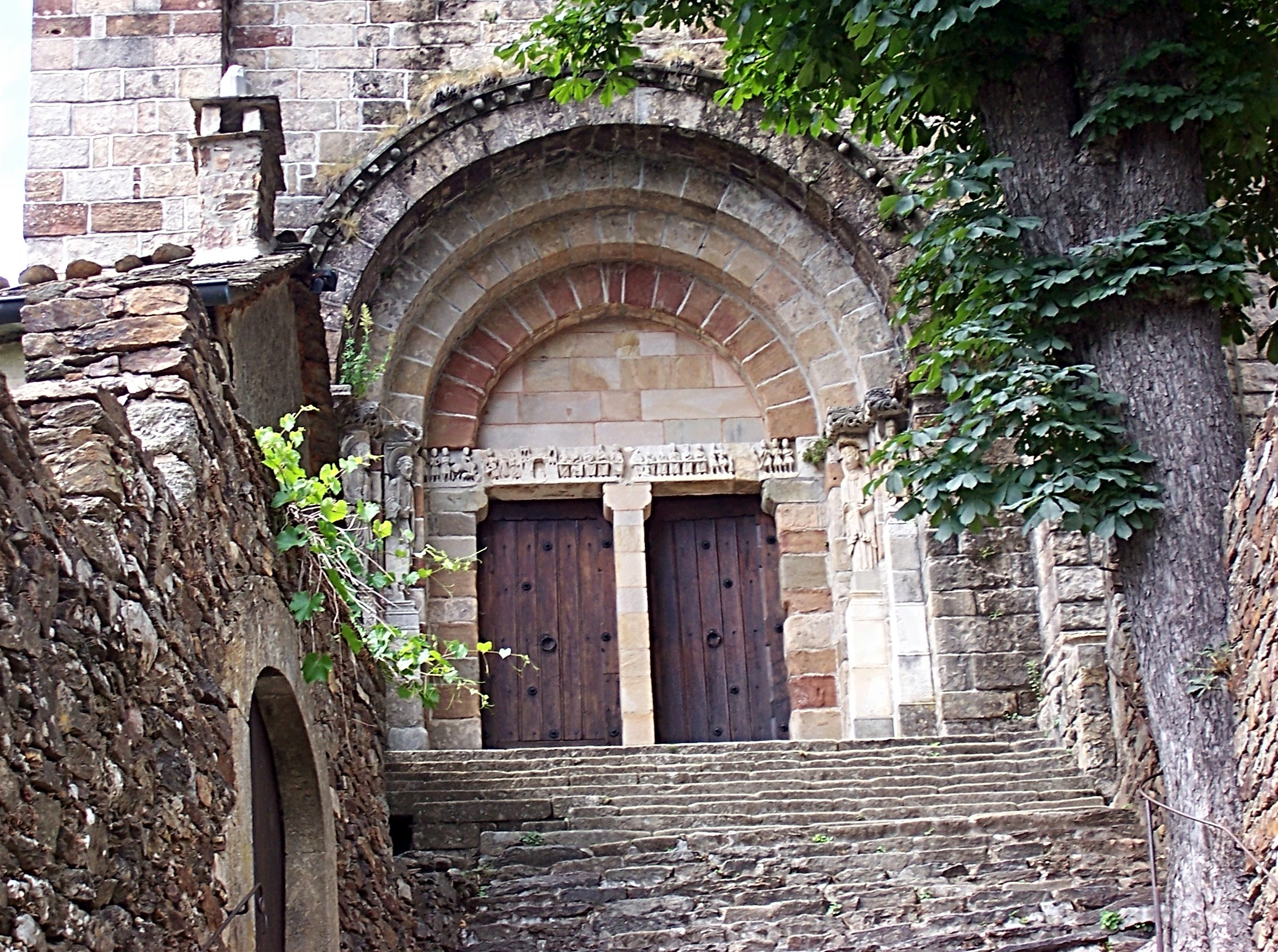
Montée de l'église de Thines.

Une scène du film a été tournée dans l'escalier de l'église de Thines en Ardèche

## Distinctions
Bruno Coulais est lauréat du prix France Musique-Sacem de la musique de film 2011.

## Analyse
Le scénario est inspiré de faits réels repris dans un épisode des chroniques que tenait Marcela Iacub dans le quotidien Libération entre 2003 et 2005. Dans l'interview du réalisateur pour les bonus DVD du film, ce dernier explique que cette affaire du milieu du XIXe siècle et le procès qu'elle occasionna est la première mention juridique en France du concept d'emprise morale qui fit par la suite jurisprudence.